# Wiazniki (obwód samarski)
Wiazniki (ros. Вязники) – osiedle w Rosji, w obwodzie samarskim, w rejonie kiniel-czerkaskim. W 2010 liczyło 213 mieszkańców.